# Tom Bombadil
Vous lisez un « article de qualité » labellisé en 2008.
Tom Bombadil est un personnage de l'œuvre de J. R. R. Tolkien, qui apparaît dans le premier tome du Seigneur des anneaux, La Communauté de l'Anneau. Il est également le personnage principal de deux poèmes des Aventures de Tom Bombadil, « Les Aventures de Tom Bombadil » et « Bombadil en bateau », et d'un troisième poème, « Once Upon a Time », jamais publié en français.
Tom Bombadil est un homme barbu au visage souriant et rougeaud, qui paraît toujours vêtu d'une veste bleue et de bottes jaunes, avec un chapeau piqué d'une plume bleue. Malgré son allure inoffensive et joviale, voire extravagante, il semble posséder un grand pouvoir personnel, étant insensible à celui de l'Anneau unique, un fait inhabituel et remarquable dans Le Seigneur des anneaux.
La nature exacte de Bombadil n'a jamais été définie par Tolkien, et de nombreux auteurs ont essayé de répondre à la question posée à deux reprises par Frodon Sacquet : « Qui est Tom Bombadil ? ».

## Origines et apparitions
Le personnage de Tom Bombadil trouve son origine dans un pantin en bois articulé (Dutch doll) portant ce nom, vêtu d'habits colorés, qui appartenait au deuxième fils de Tolkien, Michael (1920-1984), ou peut-être à ses quatre enfants en commun. Le biographe de Tolkien, Humphrey Carpenter, raconte que le fils aîné de Tolkien, John, le jette un jour dans les toilettes parce qu'il ne l'aime pas, mais qu'il a été possible de le sauver.
Tolkien commence probablement à raconter des histoires sur ce personnage à ses enfants vers la fin des années 1920, mais elles ne connaissent jamais de forme écrite, au-delà de quelques lignes décrivant Tom Bombadil dont les caractéristiques principales sont déjà présentes : c'est un individu « plein de vigueur et d'audace », vêtu d'une veste bleue, de bottes jaunes et d'un chapeau piqué d'une plume bleue. Carpenter fait en fait référence à un court texte en prose paru seulement en 2014 dans lequel le personnage se nomme Tombombadil et vit du temps d'un certain Roi Bonhedig (mot gallois signifiant noble), dont le règne se perd dans le passé, au point que celui du Roi Arthur n'est alors qu'un futur très lointain. Tombombadil est l'un des « plus anciens habitants du royaume » et est décrit ainsi :

« Quatre pieds de haut dans ses bottes, il était et de trois pieds de large ; sa barbe descendait sous ses genoux ; ses yeux étaient vifs et brillants et sa voix profonde et mélodieuse. Il portait un grand chapeau avec une plume bleue [;] sa veste était bleue, et ses bottes étaient jaunes. »

Il existe également un poème datant vraisemblablement de la même époque, qualifié ultérieurement par Tolkien de « germe de Tom Bombadil ».
Le premier texte publié concernant ce personnage est le poème « Les Aventures de Tom Bombadil », rédigé vers 1931 et paru dans The Oxford Magazine le 15 février 1934. Tom Bombadil y croise successivement Baie d'Or, le Vieil Homme-Saule, une famille de blaireaux et un Être des Galgals, autant de rencontres qui préfigurent (hormis les blaireaux) les péripéties des chapitres 6 à 8 du premier livre de La Communauté de l'anneau. Ces péripéties semblent avoir été en partie inspirées par des mésaventures advenues aux enfants de Tolkien, et le Vieil Homme-Saule lui-même aurait pour origine les illustrations d'Arthur Rackham, très appréciées de Tolkien.
Après le succès de son roman Le Hobbit, en 1937, Tolkien se voit demander une suite. Craignant de ne savoir « que dire de plus à propos des Hobbits », il propose à son éditeur, Stanley Unwin, une histoire avec Tom Bombadil pour héros, mais avant même de recevoir une réponse, il commence la rédaction du premier chapitre du Seigneur des anneaux. Toutefois, Tolkien décide très rapidement d'inclure Tom Bombadil dans ce nouveau roman, puisqu'il est mentionné dans des notes datant du début de l'année 1938. Si les mésaventures des Hobbits (capturés par le Vieil Homme-Saule, puis par un Être des Galgals) sont très proches de celles qui arrivent à Tom dans « Les Aventures de Tom Bombadil », le ton enfantin du poème est en partie abandonné dans le roman, entraînant un certain ennoblissement du personnage.
Dans ses brouillons, Tolkien qualifie Bombadil d'aborigène, et c'est ainsi que se qualifie le personnage lorsque Frodo lui demande qui il est ; Gene Hargrove suggère que l'abandon de ce terme a pour but d'éviter toute confusion avec les Drúedain, civilisation primitive des Montagnes Blanches. Tolkien envisage également de faire du fermier Magotte un parent de Bombadil, et que le pouvoir de Bombadil soit suffisant pour qu'il fasse reculer les Nazgûl d'un simple geste de la main — ainsi, à l'origine, le défi de Frodo aux Cavaliers au gué de Bruinen est une tentative d'imiter Bombadil. Bien que Bombadil ne soit plus confronté aux Nazgûl dans la version publiée du roman, le geste de Frodo reste comparé au sien dans le texte final du dernier chapitre du Livre I, « Fuite vers le Gué » : « Les Cavaliers firent halte, mais Frodo n’avait pas le pouvoir de Bombadil. »
En 1946, Tolkien indique dans une lettre à son éditeur qu'il se propose de publier Le Fermier Gilles de Ham avec trois poèmes, dont « Les Aventures de Tom Bombadil », mais finalement, le conte paraît seul, illustré par Pauline Baynes. L'idée de refaire paraître ce poème lui revient en 1961, lorsqu'une tante âgée lui demande s'il ne compte pas écrire « un petit livre autour de Tom Bombadil ». Tolkien relaie l'idée à Allen & Unwin, et lorsque sa proposition est acceptée, il commence à rechercher et retravailler divers poèmes de sa jeunesse, parmi lesquels « Les Aventures de Tom Bombadil ». Il écrit également un nouveau poème, « Bombadil en bateau », afin d'« intégrer davantage Tom dans le monde du S[eigneur] des a[nneaux]  [sic] dans lequel il a été introduit ». Ce nouveau poème contient effectivement davantage de références au monde qui entoure Tom, puisque sont mentionnés l'Oserondule, le Brandivin, la Bourneclaire, le Maresque et Faverolle, ferme du fermier Magotte et destination du voyage fluvial de Tom. Le recueil Les Aventures de Tom Bombadil paraît en novembre 1962.
Tolkien rédige un troisième poème avec Bombadil et Baie d'Or, intitulé « Once Upon a Time », sans doute après la publication du Seigneur des anneaux. Il a été publié en 1965 dans le recueil Winter's Tales for Children 1, édité chez Macmillan Publishers, puis en 1969 aux États-Unis dans le recueil The Young Magicians, édité par Lin Carter pour Ballantine Books.

## Description et histoire

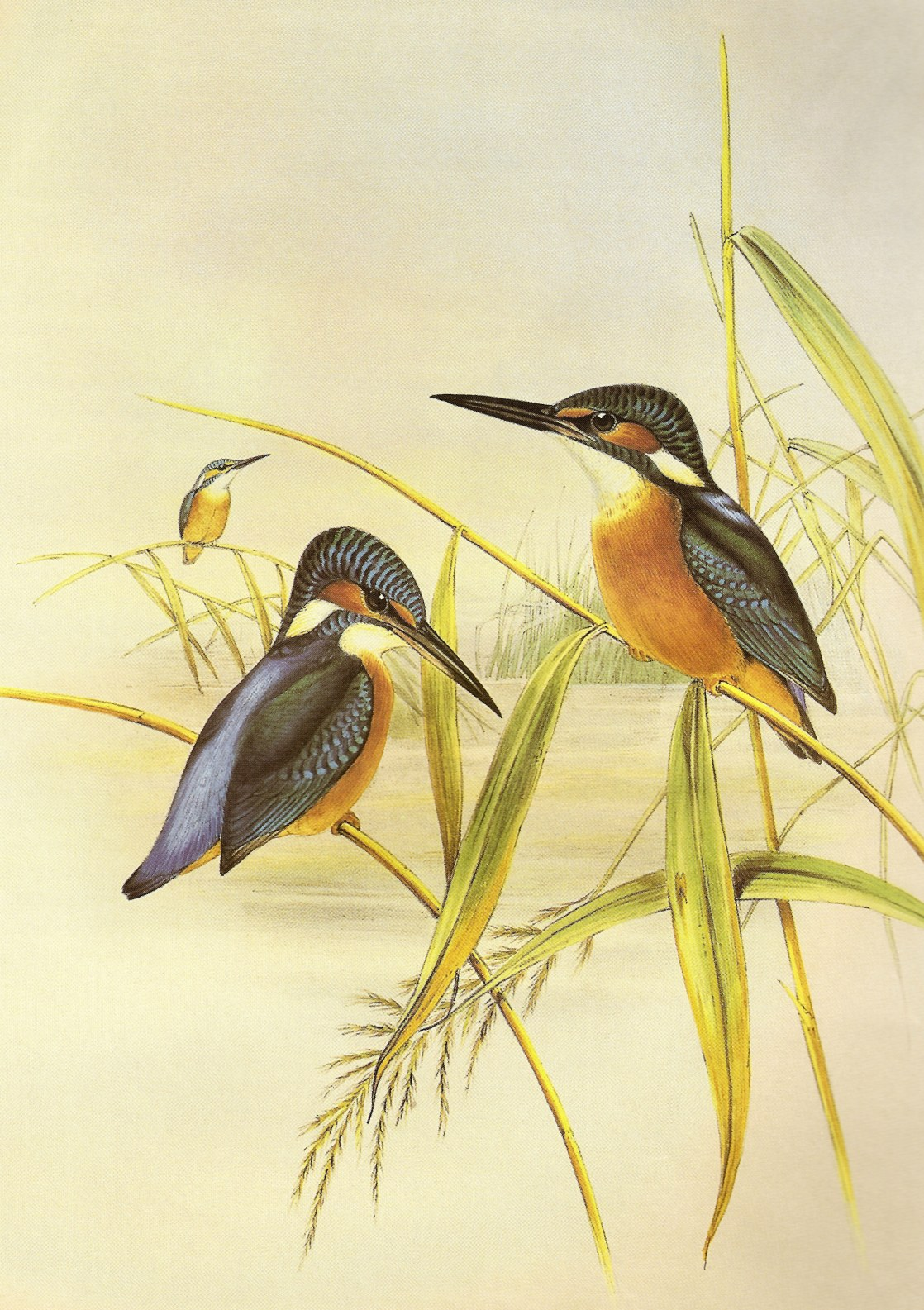
La plume du chapeau de Tom Bombadil provient d'un martin-pêcheur.

Le vieux Tom Bombadil était un joyeux drille

Portant chemise bleu vif et bottes jaunes

Ceinture verte, culottes de peau

Et plume de cygne à son grand chapeau.
— J. R. R. Tolkien, « Les Aventures de Tom Bombadil », v. 1-4
La signification du nom « Tom Bombadil » est inconnue ; Gene Hargrove le rapproche des termes moyen anglais pour « fredonnement » ou « caché ». Dans le cadre de son monde imaginaire, Tolkien l'attribue, dans la préface des Aventures de Tom Bombadil, aux Hobbits du Pays de Bouc. D'autres noms de Bombadil sont mentionnés par Elrond durant le Conseil. Son nom sindarin est Iarwain Ben-adar, « l'aîné sans père », le premier élément signifiant plus exactement « vieux-jeune » en raison de l'apparence immémoriale de Tom comme un être « âgé mais très vigoureux ». Son nom chez les Nains est Forn, ce qui signifie « antique » en islandais, et Orald chez les Hommes du Nord (parents des Rohirrim), « très ancien » en vieil anglais.
La première apparition de Tom Bombadil dans Le Seigneur des anneaux se fait par un chant, avant même qu'il soit visible. C'est un élément important du personnage, lui-même né dans un poème : Tom Shippey note que la plupart de ses répliques possèdent des caractéristiques poétiques (accentuation, allitérations et rimes) qui font qu'« on peut les apprécier pour leur rythme (à la différence de la prose), sans pour autant les considérer comme préméditées ou artificielles (à la différence des vers) ». Il attribue cette caractéristique à l'ancienneté du personnage, issu d'une époque « où la magie ne nécessitait pas de bâton de sorcier, mais provenait des mots seuls », et le relie au Kalevala, un ouvrage très apprécié de Tolkien.
Cette première apparition se fait à un moment critique, alors que Merry et Pippin sont prisonniers du Vieil Homme-Saule, et que Frodon et Sam désespèrent de les sauver. C'est alors que Tom survient et, d'une incantation, fait lâcher prise à l'arbre. Tolkien le décrit comme plus grand qu'un hobbit, mais trop petit pour être un homme, vêtu de grandes bottes jaunes, d'un manteau bleu et d'un chapeau orné d'une longue plume bleue. Cette plume possède une histoire singulière : il s'agissait à l'origine, dans la première version du poème « Les Aventures de Tom Bombadil », d'une plume de paon, détail modifié par Tolkien parce qu'il « n'allait absolument pas avec sa situation dans SA ». Cette plume devient donc une plume de cygne, et le poème « Bombadil en bateau » explique comment Bombadil obtient sa plume bleue, désormais attribuée à un martin-pêcheur.
Bombadil invite ensuite les quatre hobbits dans sa demeure, où ils rencontrent son épouse Baie d'Or, à qui Frodon demande pour la première fois « qui est Tom Bombadil », ce à quoi elle répond : « C'est lui […] C'est lui, tel que vous l'avez vu. C'est le Maître du bois, de l'eau et de la colline. » Après le dîner, les hobbits font des rêves particulièrement étranges : Pippin se croit revenu à l'intérieur du Saule, et Frodon rêve de l'évasion de Gandalf d'Orthanc, où Saruman le retenait prisonnier. La journée du lendemain se déroule paisiblement, Bombadil racontant à ses invités des histoires sur la Vieille Forêt et les Hauts de Galgals. Frodon demande cette fois directement à Tom qui il est, et il obtient cette réponse sibylline :

« « Hein, quoi ? » dit Tom en se redressant ; et dans la pénombre, ses yeux étincelèrent. « Tu ne connais pas encore mon nom ? C’est la seule réponse. Dis-moi, qui es-tu, toi tout seul, sans le nom qui te nomme ? Mais tu es jeune et je suis vieux. L’Aîné, voilà ce que je suis. Croyez-m’en, mes amis : Tom était ici avant la rivière et les arbres ; Tom se souvient de la première goutte de pluie et du premier gland. Il traçait des sentiers avant les Grandes Gens et a vu les Petites Gens arriver. Il était ici avant les Rois, et les tombeaux, et les Esprits des Tertres. Quand les Elfes ont passé dans l’Ouest, Tom était déjà ici, avant que les mers soient fléchies. Il a connu les ténèbres sous les étoiles, alors qu’elles ne contenaient aucune peur – avant que le Seigneur Sombre vienne de l’Extérieur. »

Après le dîner, les hobbits racontent leurs aventures à Bombadil, qui en sait déjà la majeure partie grâce au fermier Magotte et à Gildor, dont il a obtenu des informations. Il obtient que Frodon lui fasse voir l'Anneau unique et le passe à son doigt sans disparaître pour autant : au contraire, c'est lui qui parvient à le faire disparaître brièvement en le lançant en l'air, avant de le rendre à Frodon. Dubitatif, celui-ci le passe à son doigt, et s'il devient bien invisible aux yeux de ses camarades hobbits, Bombadil semble le voir sans aucun problème. Cette nuit-là, Frodon fait encore un rêve particulier : sa vision d'un « lointain pays vert » semble présager du voyage vers l'ouest qu'il fera à la fin du roman.
Le lendemain, les hobbits reprennent la route, mais se perdent dans les Hauts de Galgals et finissent prisonniers dans un tertre. Frodon fait alors appel à Tom, en récitant une chanson que Tom leur avait fait apprendre avant leur départ. Sitôt la chanson terminée, Bombadil apparait, chasse l'Esprit des Tertres et délivre les Hobbits, tandis que son poney Gros Nigaud retrouve leurs poneys qu'il ramène à leurs propriétaires. Bombadil vide ensuite le tertre de ses trésors, donne aux quatre hobbits des dagues, œuvres de forgerons de Númenor, puis les accompagne jusqu'aux abords de Brie avant de rentrer dans son pays.
Il est une dernière fois mentionné dans Le Seigneur des anneaux au moment où les quatre hobbits se préparent à retrouver la Comté. Gandalf se sépare d'eux en expliquant qu'il désire « avoir une longue conversation avec Bombadil », se décrivant lui-même comme « une pierre condamnée à rouler » et Bombadil comme un « ramasseur de mousse », en référence au proverbe « pierre qui roule n'amasse pas mousse ». Il affirme encore que Bombadil trouverait sans doute toutes leurs aventures assez dénuées d'intérêt, « hormis peut-être nos visites aux Ents ».

## Qui est Tom Bombadil?
La nature exacte de Tom Bombadil n'a jamais été explicitée par Tolkien. Dans une lettre à une lectrice, il déclare que « même dans un Âge mythique, il doit y avoir des énigmes, comme il y en a toujours », ajoutant que « Tom Bombadil en est une (intentionnelle) ». Ailleurs, il affirme que « dans tout monde ou univers conçu par l'imagination […] il y a toujours un élément qui ne colle pas, comme une fenêtre ouverte sur un autre système » et que Bombadil « n'a pas d'origine historique dans le monde décrit dans Le Seigneur des anneaux ». Cela n'a pas empêché bon nombre de lecteurs du Seigneur des anneaux de chercher une réponse à cette question.
Dans son article « The Natures of Tom Bombadil: A Summary », Charles Noad distingue trois interprétations différentes de cette question. La première se place sur un niveau externe à l'œuvre, et la réponse est alors claire : Tom Bombadil était une poupée appartenant aux enfants Tolkien, introduite dans Le Seigneur des anneaux parce que leur père désirait « une aventure sur la route ».
La question peut également se poser sur un niveau allégorique, si l'on se demande ce que « veut dire » ce personnage. Ici encore, la réponse est connue, Tolkien ayant abordé ce sujet dans ses lettres : Bombadil représente d'une part « l'esprit de la campagne (en voie de disparition) d'Oxford et du Berkshire », et d'autre part, « une allégorie, ou un archétype, une incarnation particulière de la pure (et véritable) science naturelle […] une incarnation de la Zoologie et de la Botanique, pas de l'Élevage ni de l'Agriculture », ce que Noad résume en « la Nature désintéressée ». D'autres interprétations et comparaisons ont été proposées : un Adam qui n'aurait pas chu, le Christ, Puck, le Väinämöinen du Kalevala,, ou le dieu grec Pan. Son caractère unique a incité certains à voir en lui l'« esprit du monde », voire une incarnation d'Eru lui-même, ce qui rejoint d'une certaine façon l'identification au Christ. Cette dernière hypothèse, suggérée par un lecteur, a été réfutée par Tolkien.
Enfin, le troisième aspect de la question, celui qui est le plus sujet à débat, se place dans une perspective interne à l'œuvre : qu'est Tom Bombadil dans le cadre de l'univers du Seigneur des anneaux ? Il est un Maia « ensauvagé » pour Robert Foster dans son Complete Guide to Middle-earth, une idée suivie par de nombreux autres auteurs. Sa proximité avec la nature peut laisser penser qu'il est un serviteur de Yavanna. Pour Gene Hargrove, Baie d'Or est Yavanna elle-même, et Tom serait donc le conjoint de Yavanna, c'est-à-dire le dieu forgeron Aulë,, avis partagé par Paul W. Lewis dans un article où il dresse un parallèle entre Bombadil et Beorn, qui, pour lui, « semblent être conçus à dessein comme des compléments littéraires l'un de l'autre ». Dans le Jeu de rôle des Terres du Milieu, édité par ICE, Tom est décrit comme « le premier Maia entré en Eä [sur Terre] ».

## Adaptations et hommages
Tom Bombadil est le grand absent des deux adaptations du Seigneur des anneaux réalisées pour le cinéma. Ralph Bakshi a déclaré l'avoir écarté dans son film d'animation de 1978 en raison de son apport mineur au récit. Peter Jackson a expliqué de façon similaire l'absence de Bombadil dans ses trois films, où son rôle est en partie repris par Sylvebarbe, qui se voit attribuer quelques-unes de ses répliques du livre. Chez Jackson, c'est Aragorn qui fournit des armes aux quatre hobbits.
Dans la première adaptation radiophonique du Seigneur des anneaux, diffusée en 1955, Tom Bombadil est interprété par Norman Shelley. Baie d'Or y est présentée comme sa fille, non comme sa femme, et le Vieil Homme-Saule est dépeint comme un allié du Mordor, deux modifications qui agacèrent fortement Tolkien. Le rôle de Bombadil est repris par Bernard Mayes dans l'adaptation radiophonique américaine de 1979, mais le personnage est absent de la deuxième adaptation britannique, réalisée pour la BBC en 1981. Ce choix se révèle difficile pour Brian Sibley, l'un des auteurs du script, et lorsqu'il réalise en 1992 une adaptation de Tales from the Perilous Realm (un recueil de courts textes de Tolkien), il décide de remplacer les poèmes des Aventures de Tom Bombadil inclus dans ce recueil par une adaptation des chapitres du Seigneur des anneaux où apparaît Bombadil.
Tom Bombadil apparaît également comme personnage non-joueur dans plusieurs jeux vidéo dérivés de l'œuvre de Tolkien, dont le jeu de stratégie Le Seigneur des anneaux : La Bataille pour la Terre du Milieu II, le MMORPG Le Seigneur des Anneaux Online : les Ombres d'Angmar ou encore Lego Le Seigneur des Anneaux (dans lequel il peut cependant être joué). En dépit de son absence des films de Peter Jackson, il apparaît dans le jeu de cartes à collectionner dérivé des films édité par Decipher, où il est interprété par Harry Wellerchew. Il fait également son apparition en 2023 dans l'extension, The Lord of the Rings: Tales of Middle-earth™, du jeu de cartes Magic: The Gathering.
Tom Bombadil est interprété par Rory Kinnear en 2024, dans la deuxième saison de la série télévisée produite par Amazon du Seigneur des anneaux : Les anneaux de pouvoir.